# Aspidistra lobata
Aspidistra lobata är en sparrisväxtart som beskrevs av Tillich. Aspidistra lobata ingår i släktet Aspidistra och familjen sparrisväxter. Inga underarter finns listade i Catalogue of Life.